# 3715 Štohl
3715 Štohl eller 1980 DS är en asteroid i huvudbältet som upptäcktes den 19 februari 1980 av den tjeckiske astronomen Antonín Mrkos vid Kleť-observatoriet i Tjeckien. Den är uppkallad efter den slovakiske astronomen Ján Štohl.
Asteroiden har en diameter på ungefär 4 kilometer.